# Пекалкевич, Ян
Ян Пекалкевич (пол. Jan Piekałkiewicz , 19 сентября 1892 — 19 февраля 1943) - польский экономист, политик, 
представитель правительства на Родине до 1943 во время немецкой оккупации Польши во Второй мировой войне. Арестован и убит нацистами.

## Биография
Родился 19 сентября 1892 в Курске, в семье интеллигентов. Отец - Пекалкевич Северин Ивановаич - статский советник, курский архитектор и гражданский инженер. С 1910 года Ян (Иван) Пекалкевич учился на экономическом отделении Санкт-Петербургского политехнического института (ЦГИА СПб, ф. 478, оп. 1 д. 1574) и в Познани.
С 1923 по 1924 профессор Львовского университета.